# 伯德氏沙鰍
伯德氏沙鰍為輻鰭魚綱鯉形目沙鰍科的其中一種，為熱帶淡水魚，分布於亞洲印度及巴基斯坦印度河流域，體長可達11.3公分，棲息在水質清澈的山區溪流底層水域，生活習性不明。

## 扩展阅读
維基物種上的相關：伯德氏沙鰍